# На вес золота
«На вес золота» — специальный мини-эпизод шестого сезона сериала «Доктор Кто». Премьера серии состоялась 24 мая 2012 года на канале CBBC.

## Сюжет
В ТАРДИС забегает факелоносец с Олимпийских Игр 2012, а вслед за ним — Плачущий ангел (есть отсылка на Ангелы захватывают Манхэттен).

## Отсылки к предыдущим эпизодам
Десятый Доктор был факелоносцем в эпизоде «Бойся её».